# 퍼트리샤원반날개박쥐
퍼트리샤원반날개박쥐(Thyroptera wynneae)는 원반날개박쥐과에 속하는 박쥐의 일종이다. 페루 북동부 지역에서 발견된다.

## 특징
주둥이는 짧고 좁으며, 두개골 모양은 둥글다. 털은 길고 밝은 갈색을 띠며 부드럽다. 비막은 짙은 갈색을 띤다. 엄지와 발가락에 긴 타원형의 접착 면을 갖고 있다. 전체 38개 치아를 갖고 있으며 치열은 2.1.3.33.1.3.3이다.

## 분포 및 서식지
페루와 브라질에 분포한다. 해발 55~300m의 저지대 지역에서 발견된다.